# Monster van Nix
Monster van Nix (Engelse titel: The Monster of Nix) is een muzikale animatie- en live-actionfilm uit 2011 van de Nederlandse regisseur Rosto.
Rosto, die eerder enkele kortfilms van enkele minuten, videoclips en leaders voor tv-programma's maakte, liet zich bij het maken van de sprookjesachtige film inspireren door zijn zoon, die betrokken was bij het productieproces. De doelgroep is kinderen vanaf 10 jaar. De film is een coproductie van Studio Rosto A.D., de AVRO (Nederland), CinéTé (België), Autour de Minuit en Canal+ (Frankrijk) en kwam tot stand met een financiële bijdrage van het Nederlands Filmfonds van 213.000 euro. De stemmen zijn ingesproken door Tom Waits, Terry Gilliam en The Residents. De muziek is geschreven door Rosto en uitgevoerd door het Metropole Orkest, The Residents en The Dø.
De film ging in première in juni 2011 tijdens het Annecy International Animated Film Festival, was de Nederlandse inzending voor de Oscar voor beste korte animatie en werd op 25 december 2012 uitgezonden door de AVRO. 

## Prijzen
- winnaar "Best Original Film Score" op het 34e Festival du court métrage in Clermont-Ferrand, 2012[1]
- winnaar "Best Animation Award" op het Filmets festival van Badalona, 2011[2]
- winnaar "Public Prize Best Short Film" op het Utopiales Film Festival in Nantes
- winnaar "Best Short Film" op het CMS 4th International Children's Film Festival, Lucknow, India
- winnaar "Best Music" op het La Cabina Medium Length Film Festival in Valencia